# Подольський рудник
Подольський рудник – гірничодобувне підприємство, що споруджується у Башкортостані.
Запаси відкритого у 1971 році Подольського родовища оцінили у 88,6 млн тон руди, яка містить 1,3 млн тон міді та 1,2 млн тон цинку (а також як супутній продукт 29 тон золота). Враховуючи, що рудні тіла залягають на великих глибинах видобуток будуть вести підземним способом, для чого призначені два пройдені з поверхні ухили (вентиляційний та конвеєйрний) і два шахтні стовбури «Східний вентиляційний» та «Західний вентиляційний» глибиною по 800 метрів.
Перша черга будівництва передбачає проходку ухилів та «Східного вентиляційного» стовбуру, які на цьому етапі мають надати доступ до розташованого вище Північного покладу.  Станом на осінь 2023-го було пройдено 82 метра «Східного вентиляційного» стовбуру. 
Введення рудника в експлуатацію заплановане на 2027 рік. На першому етапі він має видавати по 1 млн тон руди на рік, а при досягненні нижнього Центрального покладу (заплановано на 2032-й) річна потужність має зрости до 4,3 млн тон.
Видобуту руду планується переробляти на власній збагачувальній фабриці.
Проект реалізує компанія «Башкирская медь», що належить до групи Уральської гірничо-металургійної компанії.